# Only Built 4 Cuban Linx…
Albums de Raekwon et Ghostface Killah (en Guest-Star)
Immobilarity
(1999)
Singles
1. Heaven & Hell
Sortie : 24 octobre 1994
2. Criminology
Sortie : 26 juin 1995
3. Ice Cream
Sortie : 25 septembre 1995
4. Rainy Dayz
Sortie : 1996

Only Built 4 Cuban Linx… est le premier album studio de Raekwon, sorti le 1er août 1995.
L'album s'est classé 2e au Top R&B/Hip-Hop Albums et 4e au Billboard 200, et a été certifié disque d'or par la RIAA le 2 octobre 1995.
L'album a été composé comme un film, Raekwon étant le personnage principal, Ghostface Killah, la guest star et RZA, le réalisateur. Tous les membres du Wu-Tang Clan participent à l'album, de même que les membres affiliés Cappadonna et Blue Raspberry. À noter également le featuring de Nas qui est la première collaboration d'un rappeur « non affilié » à un projet des membres du Wu-Tang Clan.
La reconnaissance de cet opus par les critiques n'a fait qu'augmenter au fil des années, beaucoup le considérant comme l'un des plus grands albums de rap de tous les temps. Mettant l'accent sur la mafia américaine et le crime organisé, l'album est considéré comme un des pionniers du rap mafioso. On estime que Only Built 4 Cuban Linx… a eu beaucoup d'influence sur la production musicale rap de la décennie qui a suivi, tels les albums Doe or Die d'AZ, Reasonable Doubt de Jay-Z, It Was Written de Nas ou encore Life After Death de The Notorious B.I.G..
Cet album est, avec Liquid Swords de GZA, souvent considéré comme le meilleur travail solo des membres du Wu-Tang Clan. Son succès a engendré une suite, Only Built 4 Cuban Linx… Pt. II, publiée quatorze années plus tard, en 2009.
En 2012, le magazine Rolling Stone a classé Only Built 4 Cuban Linx… 480e sur la liste des « 500 plus grands albums de tous les temps ».

## Liste des titres
| No  | Titre                                                                                           | Contient un (des) sample(s) de | Durée |
| --- | ----------------------------------------------------------------------------------------------- | --- | ----- |
| 1.  | Striving for Perfection (featuring Ghostface Killah)                                            | The Killer Opening Theme de Lowell Lo | 1:43  |
| 2.  | Knuckleheadz (featuring Ghostface Killah et U-God)                                              | Get Up and Get Down des Dramatics | 4:03  |
| 3.  | Knowledge God                                                                                   | Heaven & Hell de Raekwon featuring Ghostface Killah                                                                                             | 4:24  |
| 4.  | Criminology (featuring Ghostface Killah)                                                        | I Keep Asking You Questions de Black Ivory Why Marry des Sweet Inspirations                                                                     | 3:47  |
| 5.  | Incarcerated Scarfaces                                                                          | Wang Dang Doodle de Koko Taylor You're Getting a Little Too Smart des Detroit Emeralds                                                          | 4:42  |
| 6.  | Rainy Dayz (featuring Blue Raspberry et Ghostface Killah)                                       | Ain't No Sunshine de Michael Jackson No More Tears (Enough Is Enough) de Barbra Streisand et Donna Summer The Killer Opening Theme de Lowell Lo | 6:02  |
| 7.  | Guillotine (Swordz) (featuring Inspectah Deck, Ghostface Killah et GZA)                         | Tical de Method Man | 4:22  |
| 8.  | Can It Be All So Simple (Remix) (featuring Ghostface Killah)                                    | | 5:38  |
| 9.  | Shark Niggas (Biters)                                                                           | | 1:38  |
| 10. | Ice Water (featuring Ghostface Killah et Cappadonna)                                            | Where Do We Go From Here? de Delores Hall | 3:38  |
| 11. | Glaciers of Ice (featuring Ghostface Killah, Blue Raspberry, 60 Second Assassin et Masta Killa) | Children, Don't Get Weary de Booker T. and the M.G.'s featuring Judy Clay Tical de Method Man Bless Ya Life de KGB                              | 5:20  |
| 12. | Verbal Intercourse (featuring Ghostface Killah et Nas)                                          | If You Think It (You May as Well Do It) des Emotions                                                                                            | 3:31  |
| 13. | Wisdom Body (featuring Ghostface Killah)                                                        | | 2:38  |
| 14. | Spot Rusherz (featuring Ghostface Killah)                                                       | Shaolin Brew du Wu-Tang Clan | 3:13  |
| 15. | Ice Cream (featuring Method Man, Ghostface Killah et Cappadonna)                                | A Time for Love d'Earl Klugh Ice Cream Man d'Eddie Murphy                                                                                       | 4:13  |
| 16. | Wu-Gambinos (featuring Ghostface Killah, Method Man, RZA et Masta Killa)                        | I Like It des Emotions | 5:39  |
| 17. | Heaven & Hell (featuring Ghostface Killah et Blue Raspberry)                                    | | 4:56  |
| 18. | North Star (Jewels) (featuring Popa Wu et Ol' Dirty Bastard)                                    | Mellow Mood (Pt. 1) de Barry White | 3:58  |